# Pichet
Un pichet est un petit récipient, à col légèrement resserré, et disposant d'une anse et d'un bec verseur, permettant le service des boissons à table.

## Types

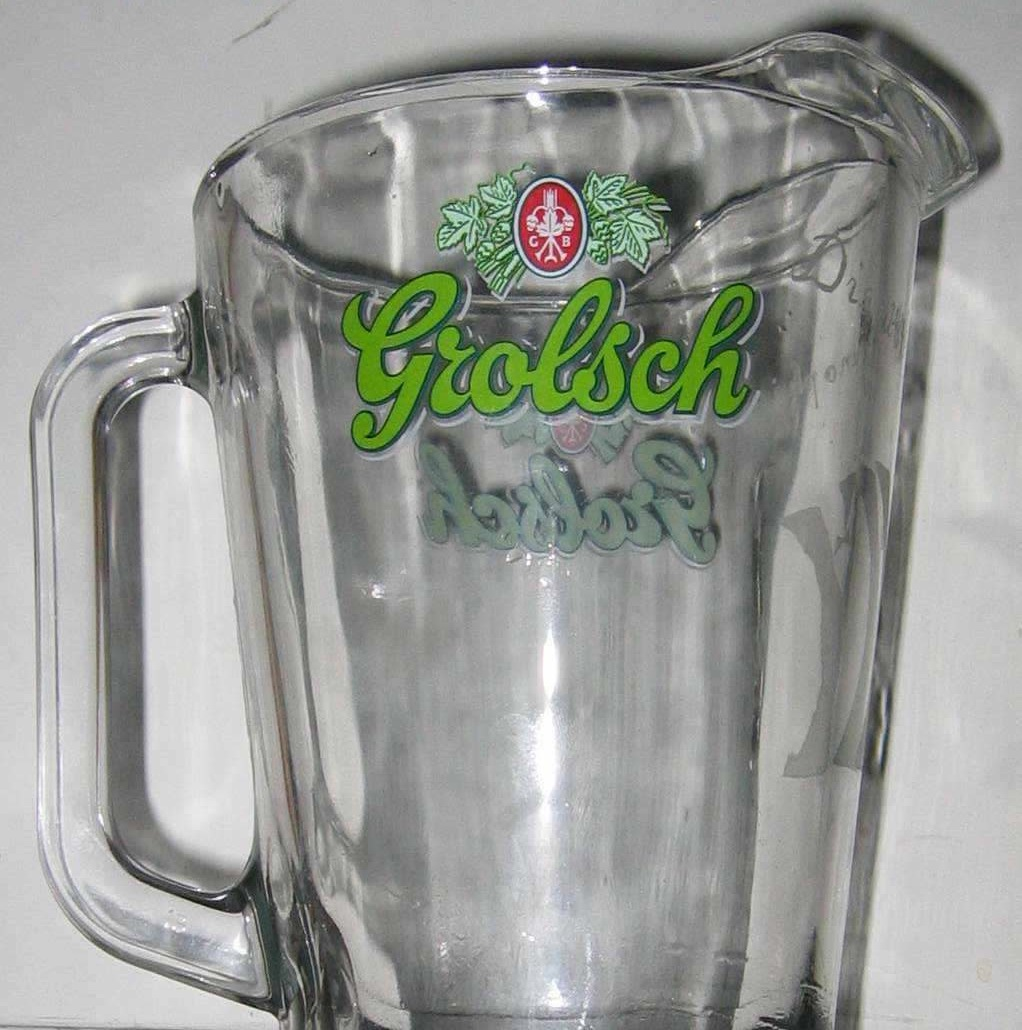
Pichet à bière

Selon le liquide servi on parle de : 
- pichet de lait ;
- pichet d'eau ;
- pichet de gentiane ;
- pichet de vin ;
- pichet de bière, etc.

Les pichets peuvent être en verre, céramique ou métal.

## Récipients similaires
Un grand pichet à anse peut également être appelé broc.
Un pichet à col étroit peut également être appelé carafe.